# Shōhei Ōtani
Shōhei Ōtani (大谷 翔平?, Ōtani Shōhei; Ōshū, 5 luglio 1994) è un giocatore di baseball giapponese, di ruolo lanciatore, esterno e battitore designato per i Los Angeles Dodgers della Major League Baseball (MLB).

## Carriera

### Nippon Professional Baseball
Dopo le scuole superiori, Ōtani espresse il desiderio di trasferirsi direttamente nella Major League Baseball, ricevendo interesse da numerose squadre, inclusi i Texas Rangers, i Boston Red Sox, i New York Yankees e i Los Angeles Dodgers. Il 21 ottobre 2012 annunciò che avrebbe perseguito una carriera nella MLB, piuttosto che diventare professionista in Giappone. Gli Hokkaido Nippon-Ham Fighters decisero di sceglierlo comunque come primo assoluto nel draft 2012, pur essendo al corrente che vi fossero concrete possibilità che non avrebbe giocato per loro. Dopo un mese di trattative però, Ōtani annunciò che avrebbe firmato con i Fighters, trascorrendo qualche anno nella NPB prima di un eventuale passaggio nella MLB. Gli fu assegnata la maglia numero 11, precedentemente indossata da Yū Darvish.
Debuttò nella NPB il 29 marzo 2013 nel ruolo di esterno destro, facendo registrare il record per la maggiore velocità di un lancio da parte di un giocatore giapponese della NPB con 165 km/h. Con i Fighters ha vinto il campionato nel 2016, anno in cui è stato premiato come miglior giocatore della Pacific League ed è stato convocato per quattro All-Star Game consecutivi dal 2013 al 2016. Oltre a giocare come lanciatore, Ōtani ha giocato come battitore designato e nel 2016 è diventato il primo giocatore della storia a vincere il Best Nine Award sia nel ruolo di lanciatore che in quello di battitore.

### Los Angeles Angels

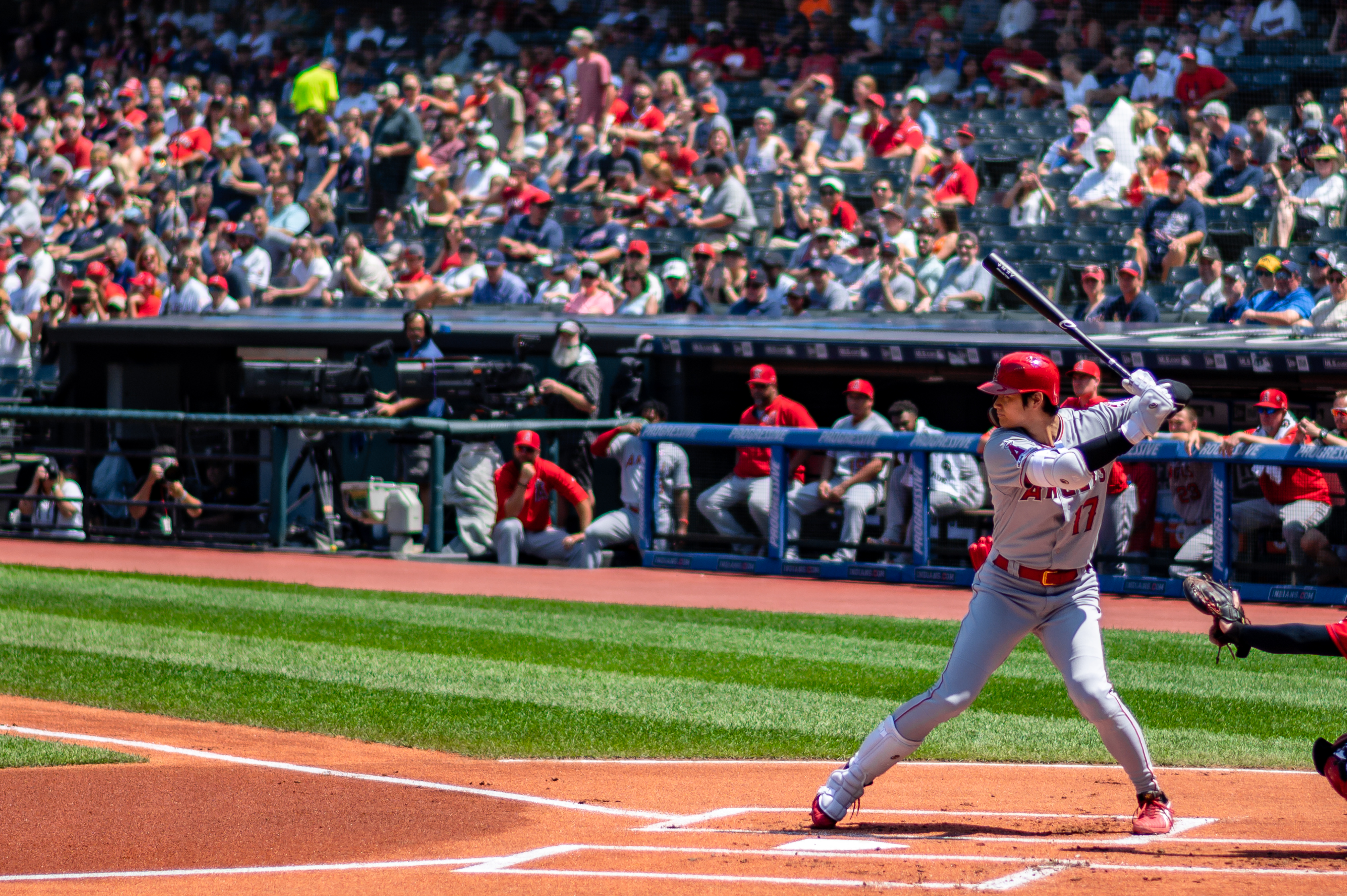
Ōtani nel 2019 con i Los Angeles Angels

Il 9 dicembre 2017 i Los Angeles Angels annunciarono la firma di Ōtani. Debuttò nella MLB come battitore designato il 29 marzo 2018 nella giornata di apertura, al Coliseum di Oakland contro gli Oakland Athletics; battendo un singolo al primo turno in battuta. Il 1º aprile 2018 debuttò sul monte di lancio, facendo registrare 6 strikeout ma subendo tre punti su un fuoricampo di Matt Chapman. Ohtani guadagnò così la sua prima vittoria nel 7-4 degli Angels. Due giorni dopo batté il suo primo home run nella MLB su lancio di Josh Tomlin. La sua prima stagione si concluse con una media battuta di ,285 e ,361 di percentuale di arrivo in base. Fece registrare 22 fuoricampo, 10 basi rubate e 61 punti battuti a casa (RBI). In 10 gare come partente sul monte di lancio ebbe un record di 4-2, una media PGL di 3,31 e 63 strikeout. La sua media bombardieri di ,564 fu la settima migliore della MLB tra i giocatori con 350 turni in battuta. Divenne il secondo più veloce rookie degli Angels a battere 20 home run e si unì a Babe Ruth quale unico altro giocatore della storia con 10 apparizioni come lanciatore e 20 fuoricampo. A fine anno fu premiato come rookie dell'anno dell'American League.

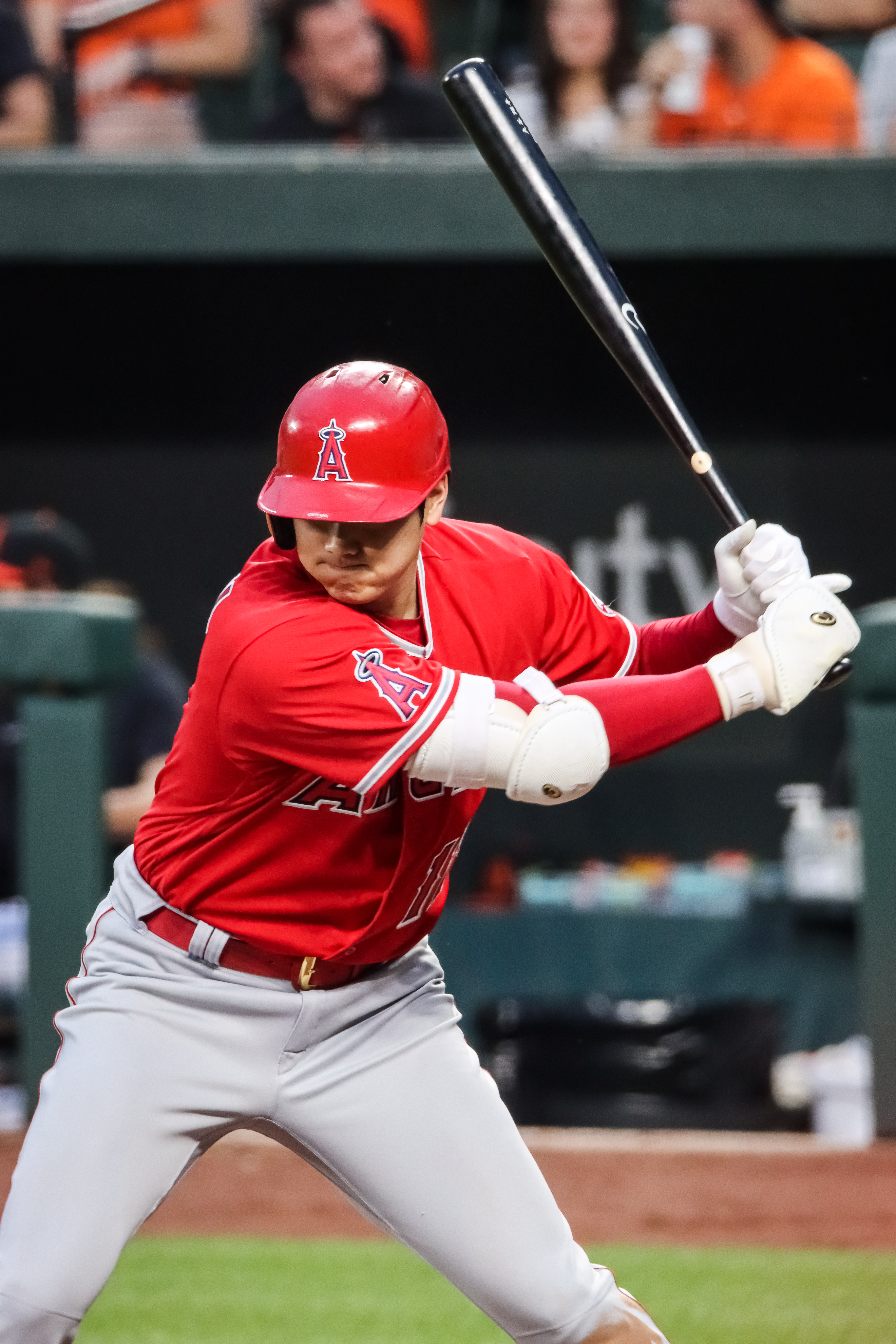
Ōtani nel 2022

Il 13 giugno 2019, contro i Tampa Bay Rays, Ōtani divenne il primo giocatore giapponese a battere un ciclo nella storia della MLB. Durante la stagione 2019 Ōtani venne schierato esclusivamente nel ruolo di battitore designato. Nel 2021 Ōtani divenne il primo giocatore della storia a venire selezionato per lo stesso All-Star Game sia come battitore che come lanciatore.

### Los Angeles Dodgers
L'11 dicembre 2023 Ōtani firmò un contratto di dieci anni del valore di 700 milioni di dollari con i Los Angeles Dodgers, il più ricco della storia dello sport professionistico. L'accordo fu strutturato in modo che 68 milioni a stagione sarebbero stati pagati dopo la conclusione dell'accordo, venendo corrisposti tra il 2034 e il 2043.
A causa di un infortunio al polso e la conseguente operazione chirurgica nel settembre 2023, Ōtani e I Dodgers annunciarono che non avrebbe lanciato nella stagione 2024. Debuttò con la nuova maglia il 20 marzo contro i San Diego Padres a Seul, come parte delle MLB Seoul Series. Batté il suo primo fuoricampo con i Dodgers contro i San Francisco Giants il 3 aprile, a sei anni dal suo primo nella MLB. Il 21 aprile batté il 176º fuoricampo in carriera, superando Hideki Matsui per il massimo per un giocatore giapponese nella storia della MLB, mentre batté il 200º il 13 luglio.
Durante l'All-Star Game Ōtani batté un fuoricampo da 3 punti nella parte alta del terzo inning, segnando gli unici punti della National League e diventando il primo giocatore della storia dell'evento con una vittoria sul monte di lancio e un home run.
Il 3 agosto Ōtani raggiunse i 30 fuoricampo e le 30 basi rubate alla 108ª partita, il terzo giocatore più rapido della storia a riuscirvi. Il 23 agosto rubò la seconda base nel quarto inning e batté un grande slam contro i Tampa Bay Rays. Divenne così il giocatore più rapido della storia a raggiungere i 40 fuoricampo e le 40 basi rubate, alla 126ª partita, superando il record di Alfonso Soriano di 21 partite.
Il 19 settembre contro i Miami Marlins, Ōtani stabilì diversi record MLB e dei Dodgers. In quella partite ebbe sei valide: un singolo, due doppi e tre fuoricampo, per 10 punti battuti a casa e due basi rubate in sei turni in battuta. Divenne così il primo e unico giocatore della storia della MLB con 50 fuoricampo e 50 basi rubate in una stagione, il 16º giocatore della storia con 10 RBI in una partita e il primo dal 7 luglio 2018. Stabilì così i record dei Dodgers per punti battuti a casa in una partita, superando i nove di James Loney e Gil Hodges, e fuoricampo in una stagione, superando i 49 di Shawn Green. Diversi media definirono quella prestazione come una delle migliori partite di tutti i tempi. Il 27 settembre divenne il primo giocatore in 23 anni con 400 basi totali in una stagione e il giorno successivo superò il record di Ichiro Suzuki per il maggior numero di basi rubate in una stagione da un giocatore giapponese, con 57. La sua stagione si chiuse con 159 partite disputate, .310 di media e guidando la lega con 54 fuoricampo e 130 punti battuti a casa, rubando 59 basi.

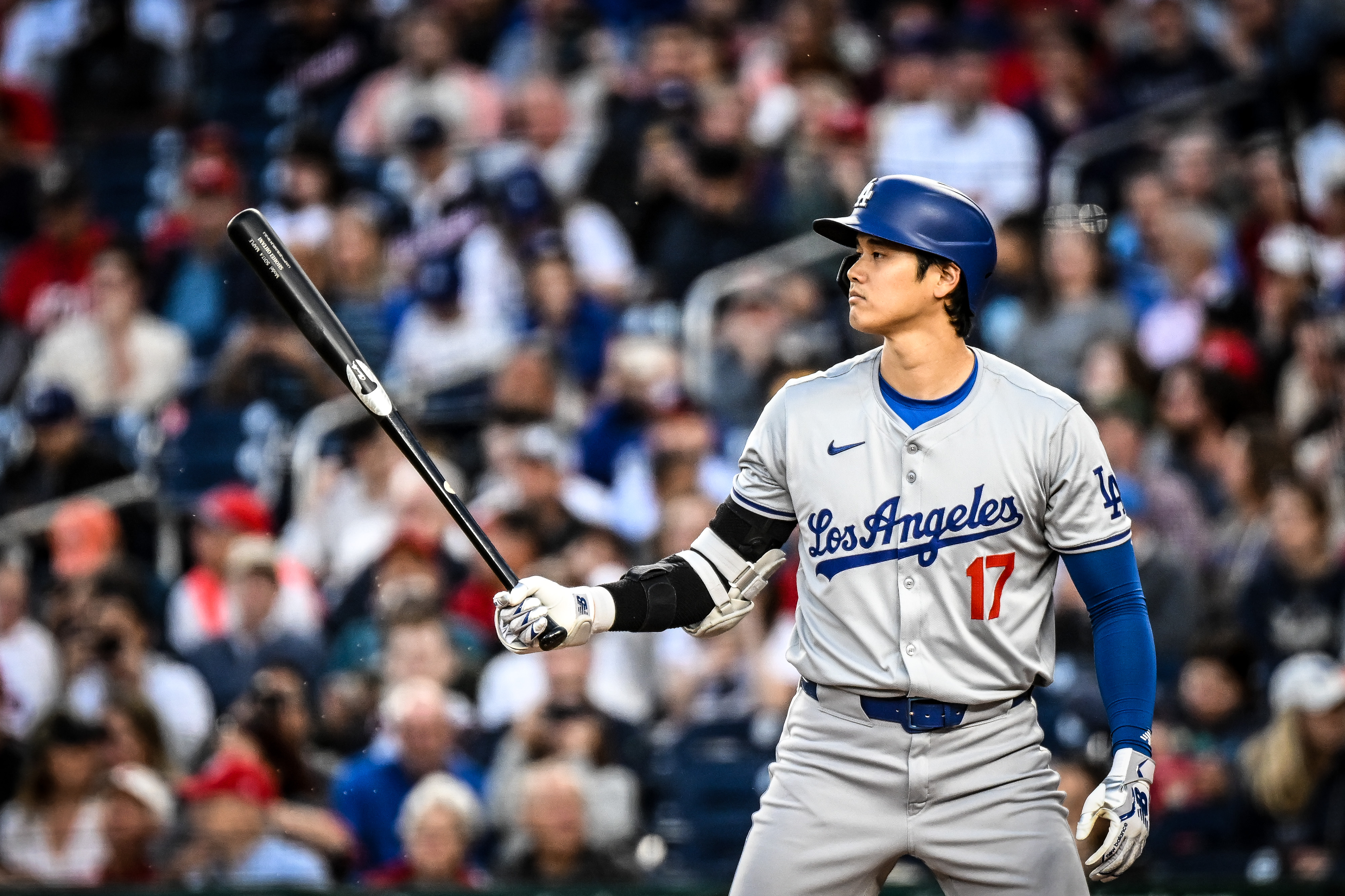
Ōtani nel 2024

Il 30 ottobre 2024, al termine di una stagione da record, l'atleta giapponese conquistó il suo primo campionato MLB con la vittoria dei Dodgers nelle World Series 2024 contro i New York Yankees. A fine anno fu premiato come MVP della National League con votazione unanime. Nessun altro giocatore nella storia dei quattro maggiori sport professionistici americani fu mai premiato con votazione unanime più di una volta in carriera, mentre per il giapponese si trattò della terza occasione. Inoltre divenne il secondo giocatore della storia, dopo Frank Robinson, a vincere il titolo di MVP di entrambe le leghe e il primo battitore designato di sempre a vincere il premio.

## Palmarès

### Major League Baseball

#### Club
- World Series: 1

Los Angeles Dodgers: 2024

#### Individuale
- MLB All-Star: 4

2021, 2022, 2023, 2024
- MVP dell'American League: 2

2021, 2023
- MVP della National League: 1

2024
- Rookie dell'anno dell'American League:

2018
- Silver Slugger Award: 2

2021, 2023
- Edgar Martínez Award: 3
- 2021, 2022, 2023
- Hank Aaron Award dell'American League: 1

2023
- Leader fuoricampo: 2

2023, 2024
- Leader punti battuti a casa della National League: 1

2024
- Leader delle triple valide dell'American League: 1

2021
- Commissioner's Historic Achievement Award: 1

2021
- Atleta dell'anno dell'Associated Press: 2

2021, 2023
- Giocatore del mese dell'American League: 2

giugno e luglio 2021
- Rookie del mese dell'American League: 2

aprile e settembre 2018
- Giocatore della settimana dell'American League: 4

8 aprile e 9 settembre 2018, 20 giugno e 4 luglio 2021

### Nippon Professional Baseball

#### Club
- Japan Series: 1

Hokkaido Nippon-Ham Fighters: 2016

#### Individuale
- MVP della Pacific League: 1

2016
- NPB All-Star: 5

2013, 2014, 2015, 2016, 2017
- Leader della Pacific League in media PGL: 1

2015
- Premio della Pacific League Battery: 1

2015
- Battitore designato dei migliori nove: 1

2016